# Phyllachora pichinchae
Phyllachora pichinchae är en svampart som beskrevs av Petr. 1948. Phyllachora pichinchae ingår i släktet Phyllachora och familjen Phyllachoraceae.   Inga underarter finns listade i Catalogue of Life.